# Ceratina speculina
Ceratina speculina är en biart som beskrevs av Cockerell 1937. Ceratina speculina ingår i släktet märgbin, och familjen långtungebin. Inga underarter finns listade i Catalogue of Life.